# Robert Bringurst
Robert Bringurst (engl. Robert Bringhurst; Los Anđeles, Kalifornija, 16. oktobar 1946), pesnik, tipograf i autor. Studirao je arhitekturu, lingvistiku i fiziku na MIT-u i komparativnu literaturu i filozofiju na Univerzitetu u Juti. Na Univerzitetu u Indijani dobio je Bachelor, a na Univerzitetu Britanske Kolumbije Master iz kreativnog pisanja. Živi blizu Vankuvera.